# Sippenhaftung
Die Sippenhaftung (oftmals auch kurz Sippenhaft) ist eine Form der Kollektivhaftung. Sippenhaftung bedeutet die Pflicht der engeren oder auch weiteren Verwandtschaft, für die Schuld eines oder mehrerer Angehöriger einzustehen, insbesondere dann, wenn der Schuldige nicht zur Verantwortung gezogen werden konnte. Sippenhaft im engeren Sinne der Inhaftsetzung Verwandter ist eine Form kollektiver Bestrafung.

## Deutschland

### Deutsches Recht im Mittelalter
Einer weit verbreiteten Auffassung zufolge ging das ältere deutsche Recht, das heißt das Recht in den deutschen Ländern vor der Rezeption des römischen Rechts, von der Vorstellung aus, dass die Verwandten (Magen, Sippe) für Delikte eines Familienmitgliedes mithaften müssten. Grundlage dieses Systems war, dass sich auch schwerste Straftaten durch eine Bußzahlung regulieren ließen, die an die Sippe des Geschädigten oder Getöteten zu leisten war. Mit dem Aufkommen seiner Sippe für den (pekuniären) Schaden war der Fall erledigt.
In einer neueren Untersuchung hat indes Harald Maihold darauf hingewiesen, dass auch das römisch-kanonische Recht in gewissen Fällen, insbesondere denen des Majestätsverbrechens, eine Mithaftung der Familie kannte und dass die Quellen des „altdeutschen Rechts“ im Umfang der Familienhaftung kaum über das römisch-kanonische Recht hinausgehen.

### Nationalsozialismus
Im NS-Staat war die Sippenhaft eine mit Gewalt erzwungene Sippenhaftung. Sie wurde als Druckmittel gegen die weitere Verwandtschaft eines Schuldigen eingesetzt und machte Angehörige mit Freiheit, Vermögen oder Leben haftbar. Sippenhaft bedeutete dabei in der Regel Einweisung in ein Konzentrationslager.
Als eines der ersten Beispiele dieser Art von Sippenhaftung verhaftete die Gestapo am 13. Juli 1933 vier Verwandte Philipp Scheidemanns, nachdem der ehemalige Reichsministerpräsident in der New York Times einen „Schmähartikel“ gegen Deutschland veröffentlicht hatte. Im November 1939 verhaftete die Gestapo nach dem gescheiterten Anschlag auf Adolf Hitler im Bürgerbräukeller auch die Familie des geständigen Attentäters Johann Georg Elser.
Der Vater des Gustloff-Attentäters David Frankfurter, Oberrabbiner Moritz Frankfurter, wurde nach dem Einmarsch in Jugoslawien am 6. April 1941 von der SS gefangen genommen und öffentlich gefoltert. Nach dem Attentat auf Reinhard Heydrich im Mai 1942 wurden die im deutschen Protektorat Böhmen und Mähren gebliebenen Familienangehörigen des ehemaligen tschechoslowakischen Ministers Ladislav Karel Feierabend, der nun Mitglied der Exilregierung in London war, in Konzentrationslager deportiert: seine Ehefrau, sein Vater, sein Bruder sowie dessen Frau und Söhne.
Nach dem Attentat vom 20. Juli 1944 wurden die Kinder der Attentäter in das Kinderheim im Borntal in Bad Sachsa verschleppt, erwachsene Angehörige wie Nina Schenk Gräfin von Stauffenberg in Konzentrationslagern inhaftiert. Zahlreiche Angehörige früherer oder gegenwärtiger Gegner des NS-Regimes wurden im Rahmen der Aktion Gitter verhaftet oder anderen Repressionen ausgesetzt.
Am 5. Februar 1945 legte Wilhelm Keitel die Haftung mit Vermögen, Freiheit oder Leben für Angehörige von deutschen Kriegsgefangenen fest, die in der Gefangenschaft Angaben über Stärke, Bewaffnung und Einsatzort ihrer Truppe gemacht und deshalb wegen Landesverrat rechtskräftig zum Tode verurteilt worden waren.
Im Frühjahr 1945 wurde ein besonders dramatischer Fall von Sippenhaft vollzogen: Im KZ Buchenwald wurde eine Gruppe von über 100 Sippenhäftlingen gesammelt, darunter zwölf Familienmitglieder Stauffenbergs, aber auch politisch eher wenig belastete wie aus der Familie des früheren Chefs der Heeresleitung Kurt von Hammerstein sowie vor allem Angehörige für außenpolitisch bedeutsam gehaltener Ausländer. Am 3. April 1945 wurde diese Gruppe zunächst ins KZ Dachau transportiert, dann am 17. April 1945 nach Innsbruck. Der Treck von inzwischen fast 140 Häftlingen zog dann zu Fuß unter Bewachung durch die SS durch die Dolomiten in Richtung Südtirol. Am 30. April 1945 wurden die Häftlinge durch den Offizier Wichard von Alvensleben aus der Gewalt der SS erlöst, im Hotel Pragser Wildsee in Niederdorf einquartiert und am 4. Mai 1945 von der 5. US-Armee aus deutscher Hand befreit und bis Ende Juni 1945 auf Capri untergebracht. Diese Geschichte verfilmte Christian Frey für das ZDF im Doku-Drama Wir, Geiseln der SS.

### Bundesrepublik Deutschland
In der Rechtsordnung der Bundesrepublik Deutschland wäre eine Sippenhaftung nicht mit dem strafrechtlichen Schuldprinzip vereinbar. Auch die zivilrechtliche Verschuldenshaftung setzt eine persönliche Vorwerfbarkeit voraus. Die gilt auch für verwaltungsrechtliche Sanktionen wie eine Leistungskürzung beim Arbeitslosengeld II.

## Israel
Die israelische Regierung praktiziert Sippenhaft und Kollektivstrafen.
Sie lässt Häuser mutmaßlicher palästinensischen Terroristen und deren Familie zerstören. Menschenrechtsorganisationen bezeichnen diese Hauszerstörungen auch als Verstöße gegen das Völkerrecht und als Kriegsverbrechen. Infolge internationaler Kritik an der Praxis wurde ab 1989 eine Berufung gegen solche Hauszerstörungen ermöglicht und die Zahl der Zerstörungen ging zeitweise zurück.
Im Jahr 1997 wurde eine eigene Menschenrechtsorganisation gegen die Hauszerstörungen gegründet, das Israeli Committee Against House Demolitions. 2005 wurden die Hauszerstörungen ausgesetzt, 2014 jedoch wieder aufgenommen. Die Praxis der Hauszerstörungen wird nur gegen die Familien palästinensischer Terroristen angewendet, nicht gegen die Familien israelischer Terroristen.
2001 schlug der stellvertretende Sicherheitsminister Gideon Esra (Likud/Kadima) vor, Familienmitglieder von mutmaßlichen Terroristen zur Abschreckung zu »eliminieren«; 2002 schlug er vor, Familienmitglieder von Terroristen als menschliche Schutzschilde zu verwenden.
Im Juli 2002 gab der Oberste Gerichtshof Israels grünes Licht für die Deportation von Familienangehörigen von Terrorverdächtigen aus dem Westjordanland in den Gazastreifen. Menschenrechtsorganisationen kritisierten auch diese Praxis als Sippenhaft.

## Nordkorea
In Nordkorea wird bis heute die Auffassung vertreten, dass bei der Verurteilung eines Familienmitgliedes die gesamte Familie schuldig sei. Die strengste Anwendung dieses Grundsatzes erfolgte während Säuberungen 1958 unter Kim Il-sung. Hierbei wurde die Verurteilung bis auf Angehörige der dritten Generation ausgedehnt.